# 日野俊顕
日野 俊顕（ひの としあき、1929年1月16日 - 2010年2月18日）は、日本の書道研究者。元梧竹の会代表。徳島県出身。

## 経歴
1929年、徳島市生まれ。1948年、第六高等学校理科甲類卒業。その後、徳島市城西中学校、徳島中学校教諭、徳島県教育委員会調査統計係長・管理主事、徳島市教育委員会教育研究所所長、学校教育課長、教育次長、徳島市八万中学校長を歴任。2010年2月18日、多発性骨髄腫のため死去。

## 著書
- 『名刺のうらのメモ』ぎょうせい、1984年
- 『里太也先生漫筆』井上書房、1995年
- 『新編 梧竹堂書話』木耳社、2001年
- 『中林梧竹の書』天来書院、2007年